# Sugar dating
Lo sugar dating tratta di incontri reciprocamente vantaggiosi caratterizzati dallo scambio di sostegno (finanziario oppure materiale) in cambio di compagnia e attenzione.
Il termine sugar dating non predestina i ruoli dei compagni e include sia rapporti omosessuali che eterosessuali, gli incontri si fanno soprattutto tra una persona più matura e benestante, e una più giovane. Per riferirsi a un rapporto di «sugar dating», si utilizzano frequentemente i termini «sugar daddy» o «sugar mommy» per la persona più abbiente, e «sugar baby» per la persona beneficiaria.

## Un rapporto reciprocamente "vantaggioso"
Un rapporto è reciprocamente vantaggioso quando ogni parte offre all'altra ciò che essa ricerca. Nel caso di un rapporto tra cosiddetti sugar babe e sugar daddy, il più giovane offre tanto il suo tempo quanto la sua presenza sensuale e la sua attenzione. Il più maturo, invece, condivide il suo benessere con il suo compagno, offrendogli: regali, uscite, viaggi e altro per "addolcire" la sua vita.

## Sugar baby
Uno sugar baby è una persona giovane, seducente e piena di ambizione. Spesso uno studente aspira a uno stile di vita agiato e apprezza tutti i tipi di viaggi, regali e uscite. Gli sugar baby incontrano regolarmente sugar daddy. Talvolta, nel caso in cui questa parte del rapporto sia maschile, i ruolo viene definito anche come toy boy.

## Sugar daddy
Uno sugar daddy (letteralmente "paparino di zucchero") rappresenta tipicamente una persona benestante tra i cinquanta e i settant'anni che desidera condividere le sue esperienze, come anche la sua economia, con una persona più giovane che gli presti particolare attenzione. Talvolta, nel caso in cui questa parte del rapporto sia femminile, il ruolo viene definito più spesso come sugar mama.

## Controversie legali
Pur escludendo le nozioni di sesso e di soldi, il fenomeno del sugar dating è spesso associato alla prostituzione. In qualche Paese, i fondatori di siti sugar dating sono stati citati in giudizio. Negli Stati Uniti e in Francia, così come anche in Italia, la giustizia non ha mai considerato quei siti. Secondo quei siti le loro attività consistono soltanto nel far incontrare persone che perseguono gli stessi obiettivi.